# 森田慎也
森田 慎也（もりた しんや、1994年10月15日 - ）は、トップウェストB・関西丸和ロジスティクスラグビー部に所属するラグビー選手。

## プロフィール
- 京都府出身。
- ポジションはウィング(WTB)。
- 身長 170cm、体重 73kg
- 7人制日本代表に選ばれたことがある[1]。
- 関西学生代表に選ばれたことがある[2]。
- ジュニア・ジャパンに選ばれたことがある[3]。

## 来歴
2013年、洛北高校卒業後、京都産業大学に入る。なお洛北高校時代、高校日本代表に選ばれたことがある。
2017年、京都産業大学卒業後、神戸製鋼コベルコスティーラーズ(現・コベルコ神戸スティーラーズ)に加入。
2020年、神戸製鋼コベルコスティーラーズを退団した。
2022年、関西丸和ロジスティクスラグビー部に加入。